# Срдачица
Срдачица или коприва од срца, срченица (Leonurus cardiaca), је вишегодишња зељаста Лековита биљка, ромбичних урезаних листова и двоуснатих цветова ружичасте длакаве крунице. Научно име Leonurus потиче од грчких речи леон — лав и ура — реп, јер је цваст слична лављем репу. Род Leonurus обухвата 15 врста, претежно азијског распрострањења, од којих су 2 заступљене у Србији

## Опис
Вишегодишња зељаста биљка са кратким дрвенастим, хоризонталним ризомом. Стабло разгранато, усправно, црвенкастољубичасто, покривено кратким длакама. Листови прстасто дељени на 3—7 грубо назубљених режњева, лице голо наличје са кратким длакама. Цветови седећи, по 10—20 у пршљеновима. Круница бело ружичаста, длакава. Доња усна подељена у 3 режња бледожуте боје са мркоцрвеним пегама. Свежа биљка је неугодног мириса.

## Станиште
Расте на сушним ливадама и пашњацима, осулинама, поред путева.

## Примена
Користи се херба која је официнална према 7. европској фармакопеји, највише у виду чаја. Садржи фенолне хетерозиде — фенолкарбонске киселине, танине, сапонозиде. Испољава благо седативно, хипотензивно и спазмолитично деловање. Користи се и код благих срчаних поремећаја, код тахикардија, код климактеричних тегоба.